# Jörg-Dieter Haas
Jörg-Dieter Haas (* 10. November 1938 in Rosenheim; † 30. August 2012) war ein deutscher Dramaturg, Theaterregisseur und Theaterintendant.

## Leben
Haas studierte von 1955 bis 1958 Theaterwissenschaft, Germanistik und Kunstgeschichte an der Universität Erlangen bei Professor Wolfgang Baumgardt. 1958 ging er nach Berlin und nahm hier seine Arbeit an der Studentenbühne der Freien Universität auf, aus der 1962 die Schaubühne am Halleschen Ufer hervorging.
Bis 1972 wirkte Haas an der Schaubühne als Schauspieler, Regieassistent, Dramaturg und Regisseur. Seine wichtigste Inszenierung in dieser Zeit war Bertolt Brechts Baal. 1972 wurde er unter Kurt Meisel Dramaturg am Bayerischen Staatsschauspiel in München. Von 1979 bis 1982 war er hier Chefdramaturg. Zu den Regisseuren, mit denen er zusammenarbeitete, gehörten Luc Bondy, Ingmar Bergman, Jürgen Flimm, Hans Hollmann und Karl Paryla. Er selbst inszenierte Die Medaille und Brautschau von Ludwig Thoma.
1983 wurde Haas Intendant und Geschäftsführer des Münchner Volkstheaters. Eigene Regiearbeiten in jeweils eigener Bearbeitung waren Der verkaufte Großvater von Anton Hamik und Birnbaum und Hollerstauden von Joseph Maria Lutz. 1988 folgte auf ihn Ruth Drexel als Intendantin des Volkstheaters.